# Javeta maculata
Javeta maculata là một loài bọ cánh cứng trong họ Chrysomelidae. Loài này được Sun miêu tả khoa học năm 1985.